# Augustine Variot
Pour les articles homonymes, voir Variot.
Augustine Variot, née Mory en 1866 à Vic-des-Prés (Côte-d'Or) et morte en 1959 à Montrouge (Seine, Hauts-de-Seine), est une militante communiste française.
Militante à la SFIO avant-guerre, elle est membre de la commission exécutive du Groupe des femmes socialistes, son organe féminin, et prend part au mouvement contre la guerre.
En 1925, elle est élue avec d'autres militantes communistes conseillère municipale à Malakoff (Seine), malgré l'interdiction aux femmes de voter. Elle reste en poste près d'un an, avant être empêchée de siéger par la police. Une rue porte aujourd'hui son nom à Malakoff.

## Biographie
Marie Christine Augustine Mory naît le 14 mars 1866 à Vic-des-Prés, village de Côte-d'Or près d'Arnay-le-Duc. Son père est manœuvrier.

### Engagement contre la guerre
Elle est militante à la Section française de l'Internationale ouvrière (SFIO) avant-guerre. On sait que son mari, Victor Mory — originaire de Meursault en Côte-d'Or —, est secrétaire de la section socialiste de Malakoff. Elle est membre de la commission exécutive de l'organe féminin du parti, le Groupe des femmes socialistes (fondé en 1913 à la suite du Groupe féministe socialiste).
Augustine Variot est arrêtée par la police durant l'été 1914 pour avoir diffusé des tracts contre la guerre, qui appelaient à un meeting du Groupe des femmes. Elle déclare lors de son arrestation être membre de ce dernier et du parti socialiste.
En 1915, elle milite au Groupe socialiste de Malakoff et poursuit son action pacifiste dans le nouveau Comité d'action féminine pour la paix contre le chauvinisme nouvellement fondé par la socialiste Louise Saumoneau. Cette organisation, qui refuse le ralliement du Groupe des femmes socialistes à l'Union sacrée, apparaît sous l'influence de la féministe socialiste allemande Clara Zetkin. Variot adhère ensuite au Comité pour la reprise des relations internationales, lui issu de la conférence internationaliste de Zimmerwald, composé des mêmes femmes.
À l'instar de nombreux internationalistes et de la majorité de la SFIO, Augustine Variot fait le choix de participer à la Troisième Internationale. Ils forment ensemble la SFIC, futur PCF.

### Une des premières conseillères municipales

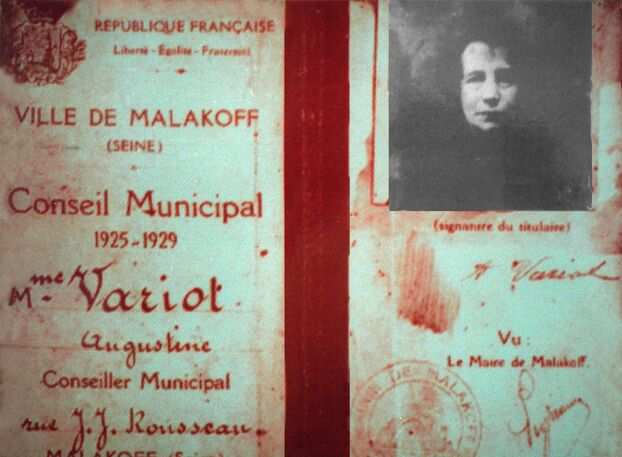
Carte de membre du conseil municipal de Malakoff.

De nouvelles dispositions électorales aux municipales de 1925 permettent de comptabiliser les bulletins de vote aux noms de femmes, même si celles-ci ne sont pas éligibles. Sous les directives féministes de Moscou, le parti communiste en profite pour présenter plusieurs femmes. Augustine Variot est de celles-ci sur la liste de Léon Piginnier à Malakoff. Elle est élue le 10 mai 1925 avec 2 301 voix, seulement quatre-vingts voix d'écart avec le candidat communiste le mieux placé. On décompte au moins sept élues sur le territoire national.
Dès le 28 mai, son élection est invalidée par la préfecture de la Seine, en même temps que celles d'autres femmes, Marie Chaix et Marguerite Chapon, toutes trois déclarées inéligibles. Marie Chaix, avec Marthe Tesson, elle révoquée une semaine plus tôt, porte un recours devant le Conseil d'État. Le délai leur permet à toutes quatre de siéger plusieurs mois. En effet, malgré l'illégalité de leurs élections, le parti tient à ce qu'elles siègent au conseil municipal. Augustine Variot participe à la commission des crèches, à la commission scolaire et à celle des soutiens de famille. 
Variot est, le 19 mars 1946, la dernière des sept élues encore en fonction lors de sa révocation par décret de la préfecture, les autres ayant été révoquées en 1945 ou après le rejet du recours par le Conseil d'État en janvier 1946. Cependant, elle refuse de cesser de siéger et l'État doit recourir à la police pour l'en empêcher.
Augustine Variot décède le 14 février 1959 dans sa maison de retraite à Montrouge (Seine), à l'âge de 92 ans.

## Postérité
Deux hommages sont faits à Augustine Variot à Malakoff, ville communiste.
Lors du cinquantenaire de la ville ouvrière, une plaque est apposée : « Au sein du premier conseil municipal d'union ouvrière et démocratique, élu en mai 1925, a siégé pendant plusieurs mois et jusqu'à sa révocation par la préfecture Madame Variot, militante du Parti communiste, présentée et élue alors que les femmes n'étaient encore ni électrices ni éligibles. »
En 2003, à l'initiative de Catherine Magaté, première maire de la commune, une rue est baptisée Augustine-Variot.